# Derrick Harriott
Derrick Clifton Harriott, noto come Derrick Harriott (Kingston, 6 febbraio 1939), è un produttore discografico e cantante giamaicano.
Ha prodotto dischi di molti artisti reggae giamaicani soprattutto nel periodo rocksteady e roots reggae, tra i quali Dennis Brown, Big Youth, i Chariot Riders, The Chosen Few, The Ethiopians, Keith & Tex, The Kingstonians, Rudy Mills, Scotty, Sly & The Revolutionaries, Winston McAnuff.

## Biografia

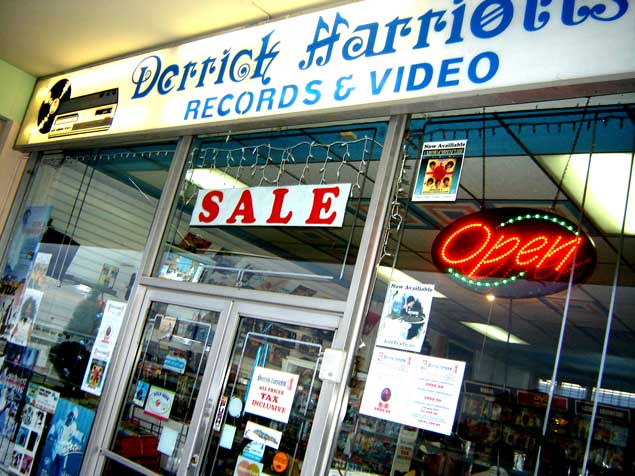
Derrick Harriott record shop, Kingston

Studente dell'Excelsior High School, Harriott forma un duo con Claude Sang Jr., e nel 1958 forma i Juniors Jiving con Eugene Dwyer, Herman Sang e Winter Maurice.
Nel 1960 e nel 1961 il gruppo ottiene dei successi con i singoli Over The River (per Coxsone Dodd) e Girl Lollipop (per Duke Reid).
Nel 1962, Harriott fonda la sua etichetta discografica personale, Crystal, e intraprende la carriera da solista. La sua prima version da solista, I Care è un successo, seguito da ulteriori successi con What Can I Do (1964), The Jerk (1965) e I'm Only Human (1965), tutti inclusi nel suo album di debutto, The Best Of Derrick Harriott.
Nel 1967 ottiene ulteriori successi con The Loser e Salomone, come pure come produttore per altri artisti, tra cui "No Baptism degli Ethiopians, e Tonight e Stop That Train di Keith & Tex.
Il testo della sua canzone Message from a Black Man (1970) si ricollega alla crescente consapevolezza nera nella musica soul americana di quel tempo.
Nel 1970 pubblica con la sua backing band The Crystalites The Undertaker, un album strumentale che si colloca nella vena simile alla prima musica degli Upsetters.
He produced successful albums by other artists, including DJ Scotty's Schooldays , Dennis Brown 's Super Reggae and Soul Hits , and also his own 14 Chartbuster Hits .
Ha prodotto album di successo da altri artisti, tra cui Schooldays di Scotty, Super Reggae e Soul Hits di Dennis Brown e anche il suo 14 Hits Chartbuster.
Nel 1971, la rivista Swing ha eletto Harriott come il migliore produttore del 1970. Fu uno dei primi produttori ad utilizzare il talento al banco di mixaggio di King Tubby al suo studio Waterhouse, pubblicando uno dei album primi dub, Scrub A Dub, accreditato ai The Crystalites. Harriott fece seguire a questo un altro album dub/strumentale, More Scrubbing The Dub.
His late 1970s productions used backing from The Revolutionaries on albums such as Winston McAnuff's Pick Hits To Click (1978), DJ Ray I's Rasta Revival (1978) and his own Enter The Chariot and Disco 6 (a compilation album featuring Dennis Brown, Cornell Campbell and Horace Andy ).
Il suo produzioni della fine degli anni settanta utilizzano i The Revolutionaries come backin band: in album come Pick Hits To Click di Winston McAnuff (1978), Rasta Revival di DJ Ray I (1978) e i dischi a suo nome Enter The Chariot e Disco 6 (una raccolta con brani di Dennis Brown, Cornell Campbell e Horace Andy).
Negli anni 80 ha continuato ad avere successo con versioni di cover soul, come Skin To Skin e Checking Out.
Nel 1988 con "Starting All Over Again, un duetto con Yellowman, con testi di Hurricane Gilbert. Dalla metà alla fine degli anni 1990 ha visto gli sforzi come solista in Sings Jamaican Rock Steady Reggae, For a Fistful of Dollars, Derrick Harriott & Giants e Riding the Roots Chariot.
Nel luglio del 2002 a Toronto, Harriott si è esibito al festival Ska Legends of Ska. Tra gli altri interpreti: Skatalites, Rico Rodriguez, Lester Sterling, Johnny Moore, Lynn Taitt, Prince Buster, Alton Ellis, Lord Creator, Justin Hinds, Derrick Morgan e Lord Tanamo.

## Discografia

### Album
- 1965 - The Best Of Derrick Harriott (Island)
- 1968 - The Best Of Derrick Harriott Volume 2 (Trojan)
- 1969 - Sings Jamaican Reggae (Crystal/Pama)
- 1970 - The Crystalites - Undertaker (Trojan)
- 1970 - Psychedelic Train (Crystal/Trojan)
- 1974 - Presents Scrub-A-Dub Reggae (Crystal)
- 1975 - More Scrubbing The Dub (Crystal)
- 1976 - Songs For Midnight Lovers (Crystal/Trojan)
- 1977 - Derrick Harriott & The Revolutionaries - Reggae Chart Busters Seventies Style
- 1977 - Reggae Disco Rockers (Charmers)
- 1979 - Born to Love You (Crystal)

### Raccolte
- 1970 - Derrick Harriott & The Crystalites / Chariot Riders - Blockbuster Reggae Instrumentals
- 1973 - Derrick Harriott & Various Artists - 14 Chartbuster Hits (Crystal)
- 1975 - Greatest Reggae Hits (Crystal/Trojan)
- 1977 - Disco 6 (Charmers)
- 1978 - Enter The Chariot
- 1978 - Derrick Harriott & Various Artists - Those Reggae Oldies
- 1988 - Derrick Harriott & The Jiving Juniors - The Donkey Years 1961-1965 (Jamaican Gold)
- 1988 - Derrick Harriott & Various Artists - Step Softly 1965-1972 (Trojan)
- 1988 - Derrick Harriott & Various Artists - Riding the Roots Chariot (Pressure Sounds)
- 1989 - Derrick Harriott & Various Artists - Skin To Skin (Sarge)
- 1990 - Derrick Harriott & Various Artists - Musical Chariot (Charly Records)
- 1993 - Derrick Harriott - The Sensational Derrick Harriott Sings Rock Steady Reggae (Jamaican Gold)
- 1993 - Derrick Harriott & The Crystalites - For A Fistful of Dollars - (Jamaican Gold)
- 1993 - Various Artists -From Chariot's Vault Volume 2: 16 Reggae Hits - (Jamaican Gold)